# جیجاق طوق‌سیاه
جیجاق طوق‌سیاه(نام علمی: Cyanolyca armillata) نام یک گونه از سرده کبودجیجاق‌های کوچک است.